# Уряд Гамбії
Уряд Гамбії — вищий орган виконавчої влади Гамбії.

## Голова уряду
- Президент — Ях'я Джамме (англ. Yahya Jammeh).
- Віце-президент — Ісату Нджіє-Сайді (англ. Isatou Njie-Saidy).

## Кабінет міністрів
Склад чинного уряду подано станом на 15 серпня 2016 року.
| Логотип | Міністерство                                                                           | Міністр                                       | Фото | Час на посаді | Час на посаді | Партія | Партія | Вебсайт |
| ------- | -------------------------------------------------------------------------------------- | --------------------------------------------- | ---- | ------------- | ------------- | ------ | ------ | ------- |
|         | Міністерство вищої освіти, досліджень, науки та технологій                             | Абубакар Сеньоре (Aboubacar Senghore)         |      |               |               |        |        |         |
|         | Міністерство внутрішніх справ                                                          | Усман Сонко (Ousman Sonko)                    |      |               |               |        |        |         |
|         | Міністерство екології, водних ресурсів, охорони природи, риболовлі та кліматичних змін | Па Усман Джарджу (Pa Ousman Jarju)            |      |               |               |        |        |         |
|         | Міністерство землекористування і місцевого самоврядування                              | Муса Амул Ньяссі (Musa Amul Nyassi)           |      |               |               |        |        |         |
|         | Міністерство закордонних справ                                                         | Нене Макдуалл-Гає (Neneh Macdouall-Gaye)      |      |               |               |        |        |         |
|         | Міністерство інформації та зв'язку                                                     | Шерифф Боджанг (Sheriff Bojang)               |      |               |               |        |        |         |
|         | Міністерство молоді та спорту                                                          | Аліеу Джамме (Alieu K. Jammeh)                |      |               |               |        |        |         |
|         | Міністерство нафти та енергетики                                                       | —                                             |      |               |               |        |        |         |
|         | Міністерство оборони                                                                   | Ях'я Джамме (Yahya Jammeh)                    |      |               |               |        |        |         |
|         | Міністерство охорони здоров'я і соціального забезпечення                               | Омар Сей (Omar Sey)                           |      |               |               |        |        |         |
|         | Міністерство планування                                                                | —                                             |      |               |               |        |        |         |
|         | Міністерство початкової та середньої освіти                                            | Фату Ламін Фає (Fatou Lamin Faye)             |      |               |               |        |        |         |
|         | Міністерство риболовлі                                                                 | Масс Аксі Гаї (Mass Axi Gai)                  |      |               |               |        |        |         |
|         | Міністерство сільського господарства                                                   | Ісмаїла Саньянг (Ismaila Sanyang)             |      |               |               |        |        |         |
|         | Міністерство торгівлі, промисловості, регіональної інтеграції та зайнятості            | Абду Джобу (Abdou Jobe)                       |      |               |               |        |        |         |
|         | Міністерство транспорту, робіт та інфраструктури                                       | —                                             |      |               |               |        |        |         |
|         | Міністерство туризму і культури                                                        | Бенджамін Робертс (Benjamin A. Roberts)       |      |               |               |        |        |         |
|         | Міністерство у справах жінок                                                           | Ісату Нджіє-Сайді (Isatou Njie-Saidy)         |      |               |               |        |        |         |
|         | Міністерство у справах президента                                                      | Дуду Баммі Джаньє (Doudou Bammy Jagne)        |      |               |               |        |        |         |
|         | Міністерство фінансів і економічної політики                                           | Абду Коллей (Abdou Kolley)                    |      |               |               |        |        |         |
|         | Міністерство юстиції                                                                   | Мама Фатіма Сінгхатех (Mama Fatima Singhateh) |      |               |               |        |        |         |